# Милеант, Сергей Сергеевич
Сергей Сергеевич Милеант (1926—1979) — советский строитель, водолаз, Герой Социалистического Труда.

## Биография
Родился в 1926 году.
В 1950—1952 годах работал старшиной водолазной станции на восстановлении Ленинградского морского порта.
С 1952 года работал водолазом управления «Куйбышевгидрострой» на строительстве Куйбышевской ГЭС им. В. И. Ленина. Участвовал в сооружении перемычек котлована, десятирусловой опоры канатной дороги, судоходных шлюзов, в перекрытии Волги. Во время паводка 1953 года при прорыве перемычек с риском для жизни находил места промыва, проделал большой объём работ по подводному бетонированию.
Позднее вернулся в Ленинград, где готовил водолазов высокой квалификации. Был наставником молодёжи.
Умер в 1979 году в Ленинграде. Похоронен на Красненьком кладбище.

## Награды
- Герой Социалистического Труда (1958).
- Орден Ленина (1958).